# Escola francoflamenca

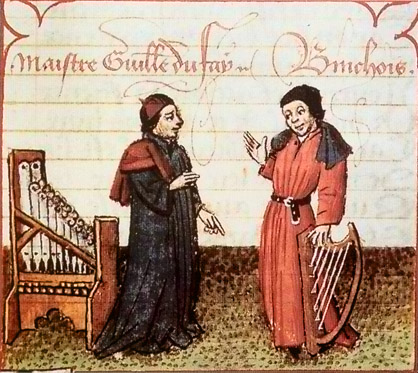
Dufay (a l'esquerra) i Binchois

En música, l'escola francoflamenca, o escola holandesa, fa referència a l'estil de música vocal polifònica produïda en els segles xv i xvi a Europa. Dufay, Ockeghem, Prioris, Willaert i Lassus en són alguns dels seus representants.

## Ubicació geogràfica
Les fronteres actuals no es corresponen amb les existents en el Renaixement, d'aquí que alguns parlin d'escola holandesa i d'altres de la francoflamenca. Aquesta denominació es refereix a una sèrie de músics nascuts en els actuals Països Baixos, i cal afegir l'actual Bèlgica i el nord de França, en poblacions dels comtats d'Hainaut i de Flandes o del ducat de Brabant. Durant uns dos-cents anys, mentre durà l'estabilitat política, aquests van ser centres d'una gran activitat cultural, amb predominança d'un lloc o un altre en funció de determinats factors socioeconòmics. A finals del segle xvi, el centre cultural del món musical europeu es traslladava a Itàlia i aquesta escola es va anar desintegrant.

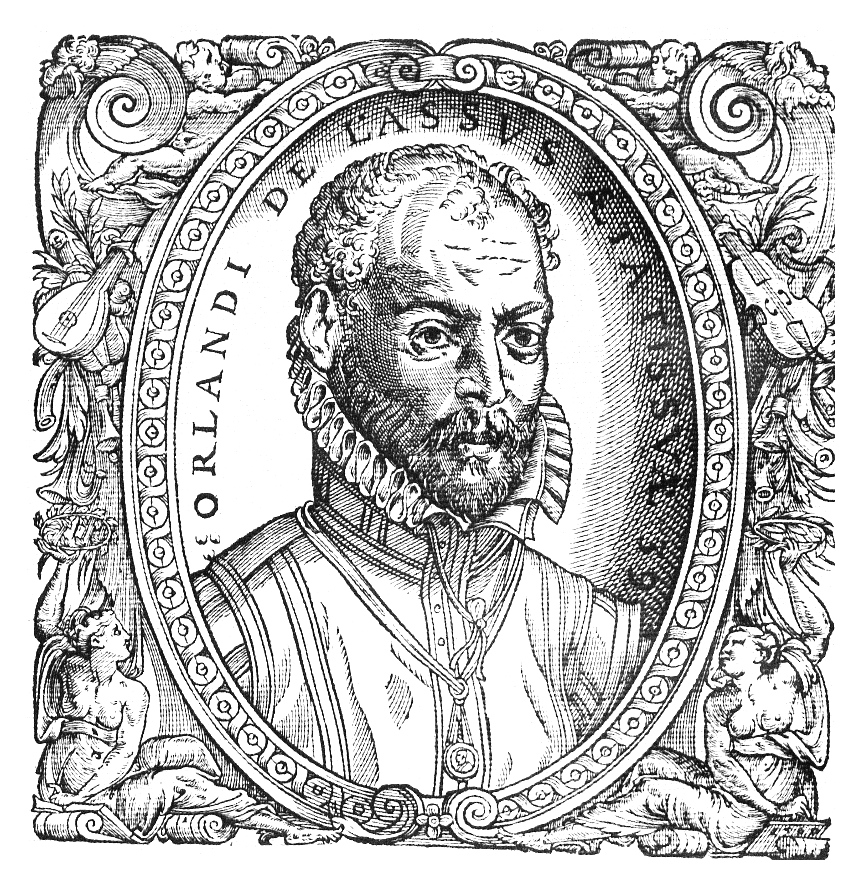
Orlando di Lasso

La major part dels membres de l'escola francoflamenca van ser coneguts arreu d'Europa perquè van treballar a Itàlia, Espanya, Alemanya i França, per citar alguns països. En tots aquests llocs, transmetien la seva manera de fer música. La difusió del seu estil musical, difusió que s'incrementà amb l'arribada de la impremta, va representar la consolidació d'un veritable estil d'àmbit internacional, fet que no succeïa des de la unificació del cant gregorià al segle ix.

## Cinc generacions de músics
Es poden descriure cinc grups o generacions de músics que formen part de l'escola francoflamenca, tot i que la llista pot variar si es compara amb altres reculls que fan referència només als músics holandesos. Cal tenir present que el desenvolupament de l'estil musical va seguir una procés continu, i aquesta distribució en generacions només n'és un punt de referència orientatiu:

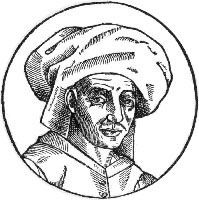
Josquin Desprez

- La primera generació (1420-1450), en la qual cal destacar Dufay i Binchois; aquest grup de compositors formen part també de la denominada escola borgonyona.
- La segona generació (1450-1485), amb Ockeghem com el seu músic més representatiu.
- La tercera generació (1480-1520), amb Obrecht, Isaac i Josquin.
- La quarta generació (1520-1560), amb Willaert i Clemens non Papa.
- La cinquena generació (1560-1600), amb Lassus.

Molts dels compositors d'aquesta darrera generació eren ja nascuts a Itàlia i en altres llocs. Un cop aquest estil francoflamenc va arrelar en altres països, es va convertir en un veritable estil acceptat en una gran part d'Europa.